# Oskar Wälterlin

Oskar Wälterlin (rechts) mit Max Frisch bei den Proben zu Biedermann und die Brandstifter und Die große Wut des Philipp Hotz 1958

Oskar Wälterlin (* 30. August 1895 in Basel; † 4. April 1961 in Hamburg) war ein Schweizer Theaterregisseur, Theaterleiter und Theaterintendant.

## Leben und Wirken
Der Sohn eines Versicherungsfachmanns besuchte nach dem humanistischen Gymnasium die Universität Basel, wo er von 1914 bis 1918 Germanistik und Theaterwissenschaften studierte. Mit der Dissertation Schiller und das Publikum wurde er zum Dr. phil. promoviert. Neben dem Studium nahm er Sprechtechnik-Unterricht. Ab 1919 arbeitete Wälterlin als Dramaturg, Schauspiel- und Opernregisseur und Schauspieler am Stadttheater Basel, wo er schon als Student in der Komparserie mitgewirkt hatte.
1925 wurde er Oberregisseur mit den Befugnissen eines Direktors, 1926 erhielt er offiziell den Titel Direktor. 1932 wurde Wälterlin – unter anderem wegen seiner Homosexualität – zum Rücktritt gezwungen. 1933 wurde er zum Oberspielleiter der Oper Frankfurt an die Städtischen Bühnen Frankfurt am Main berufen, wo er unter anderem 1937 die Uraufführung von Carl Orffs Carmina Burana inszenierte.
1938 übernahm Wälterlin die Leitung des Zürcher Schauspielhauses, an dessen Spitze er bis zu seinem Tod stand. Zusammen mit seinem Chefdramaturgen Kurt Hirschfeld machte er während des Zweiten Weltkrieges das Zürcher Schauspielhaus zum bedeutendsten Stützpunkt des deutschsprachigen Theaters ausserhalb des nationalsozialistischen Machtbereiches. Zunächst noch am klassischen Welttheater orientiert, setzte er sich zunehmend für die vom Nationalsozialismus verbotenen und verfolgten Autoren ein.
Bertolt Brechts Dramen Mutter Courage und ihre Kinder (1941), Der gute Mensch von Sezuan (1943), Leben des Galilei (1943) und Herr Puntila und sein Knecht Matti (1948) kamen in Zürich zur Uraufführung. Wichtige zeitgenössische ausländische Stücke erfuhren hier ihre deutschsprachige Erstaufführung. Wälterlin selbst inszenierte Unsere kleine Stadt (1939, erstaufgeführt unter dem Titel Eine kleine Stadt in der Übersetzung von Wilfried Scheitlin, dem Lebenspartner Wälterlins) und Wir sind noch einmal davongekommen (1944) von Thornton Wilder sowie Die Familienfeier (1945) von T. S. Eliot. Er inszenierte ausserdem zahlreiche Stücke von William Shakespeare, ferner unter anderem Molières Die Schule der Frauen (1938), Sophokles’ König Ödipus (1938), Lessings Nathan der Weise (1939) und Goethes Egmont (1944).
Zu Wälterlins Emigranten-Ensemble gehörten Maria Becker, Walter Felsenstein, Therese Giehse, Ernst Ginsberg, Wolfgang Heinz, Karl Paryla, Wolfgang Langhoff, Leonard Steckel, Kurt Horwitz, Erwin Kalser, der Regisseur Leopold Lindtberg und der Bühnenbildner Teo Otto. Nach dem Krieg fanden verschiedene amerikanische, französische und andere Bühnenwerke ihre deutschsprachige Erstaufführung oder Uraufführung in Zürich, darunter Die begnadete Angst (UA 1951) von Georges Bernanos. Mit Wälterlins Inszenierungen gelang den Schweizer Autoren Max Frisch und Friedrich Dürrenmatt der Durchbruch. 1953 kam Don Juan oder Die Liebe zur Geometrie zur Uraufführung, 1956 Der Besuch der alten Dame, 1958 Biedermann und die Brandstifter und 1959 Frank der Fünfte. Bis zu seinem plötzlichen Tod 1961 inszenierte Wälterlin in Zürich 125 Stücke.
Er ist auf dem Zürcher Friedhof Fluntern bestattet.